# Shrek (film)
Pour les articles homonymes, voir Shrek.
Pour l’article ayant un titre homophone, voir Schreck.
Série Shrek
Shrek 2
(2004)
Pour plus de détails, voir Fiche technique et Distribution.
Shrek est un film d'animation américain en images de synthèse réalisé par Andrew Adamson et Vicky Jenson et sorti en 2001. Produit par DreamWorks Animation, ce film pour enfant est une parodie de contes de fées adaptée du livre illustré Shrek ! de William Steig, paru en 1990.
Le film suit un ogre laid et misanthrope, Shrek, qui vit tranquille et heureux dans la saleté au milieu d'un marais qu'il croit un havre de paix. Mais un jour, son espace est envahi de créatures de contes de fées expulsées par le tyrannique Lord Farquaad. Shrek, flanqué d'un âne très bavard, part demander des comptes au seigneur. Mais celui-ci le charge d'aller secourir la princesse Fiona prisonnière en haut d'un donjon gardé par un dragon et de la lui ramener pour l'épouser et devenir roi, en échange de l'expulsion des squatteurs de son marais. Or, la princesse Fiona cache un secret terrifiant qui va entraîner Shrek et son compagnon l'âne dans une palpitante et périlleuse aventure.
Le film remporte un succès fulgurant et permet à DreamWorks (cofondé par Steven Spielberg) de se poser en grand rival de Pixar (à l'époque dirigé par Steve Jobs) dans le domaine de l'animation surtout en 3D. Cet engouement pour Shrek conduit ses producteurs à en faire une franchise. Ainsi quatre suites voient le jour : Shrek 2, Shrek le troisième, Shrek 4 et Shrek 5, prévu pour le 23 décembre 2026, cinq courts-métrages (Shrek 3D, Joyeux Noël Shrek !, Shrek, fais-moi peur !, Le Noël Shrektaculaire de l'Âne et Zombi Shrek), des films dérivés (Le Chat potté et Le Chat potté 2 : La Dernière Quête) ainsi qu'une comédie musicale Shrek the Musical a même vu le jour en 2008.
Le film est sélectionné en compétition au festival de Cannes 2001 et est le premier film à recevoir l'Oscar du meilleur film d'animation, en 2002.
En 2020, le film est sélectionné par la National Film Registry de la Bibliothèque du Congrès pour y être conservé, comme étant « culturellement, historiquement ou esthétiquement important », et devient ainsi le premier film d'animation DreamWorks et le premier long métrage d'animation non produit ou distribué par Disney à recevoir cet honneur.

## Synopsis
Un ogre laid et misanthrope, Shrek (voix anglaise Mike Myers, voix française Alain Chabat), vit tranquille et heureux dans la saleté au milieu d'un marais. Un soir, l'ogre chasse des villageois venus le capturer dans le cadre de la traque des créatures enchantées des contes de fées contre récompense. Le lendemain, un âne bavard (voix anglaise Eddie Murphy, voix française Med Hondo) mis en vente par sa propriétaire aux autorités prend la fuite, pourchassé par les soldats. Mais il rencontre l'ogre qui met en déroute les soldats, effrayés par son apparence.
L'Âne, impressionné par Shrek, l'accompagne jusque chez lui, le considérant comme un nouvel ami pour éviter de rester seul. Mais une fois rentré chez lui, l'ogre chasse son collant compagnon hors de sa maison, acceptant toutefois de le garder pour une nuit.
Le soir-même, son domaine est envahi par une nuée d'horripilantes créatures de contes de fées, sept nains, trois ours, un pantin, trois fées, et moult sorcières, princes charmants, princesses… Les importuns sont arrivés là parce qu'ils ont été, disent-ils, expulsés par le tyrannique Lord Farquaad, et non parce l'Âne les a invités, ce dernier lui avouant n'y être pour rien dans leur venue. L'ogre demande dès lors un volontaire pour lui indiquer le chemin vers le seigneur, et l'Âne se porte volontaire… à son grand regret. Tous deux se mettent en route.
Au château, Lord Farquaad doit épouser une princesse pour devenir roi. Le Miroir Magique lui propose de choisir entre Cendrillon, Blanche-Neige et Fiona. Le souverain choisit cette dernière, mais elle est enfermée en haut du donjon d'un château, situé dans un volcan gardé par un dragon. Le seigneur organise alors un tournoi pour déterminer qui ira la sauver pour la lui ramener.
Au matin suivant, Shrek et l'Âne arrivent au château du Lord le jour du tournoi. Mais avant que Farquaad ne lance la compétition, il voit l'ogre s'avancer au milieu de l'arène et ordonne à ses combattants de l'affronter. Mais l'ogre les neutralise facilement avec un peu d'aide de l'Âne pour le plaisir des spectateurs. Une fois le combat terminé, les arbalétriers ciblent Shrek et attendent les ordres du seigneur. Mais ce dernier décide de déclarer l'ogre vainqueur et le charge d'aller secourir la princesse. Shrek accepte la quête à condition que Farquaad chasse les squatteurs de son marais. Shrek et l'Âne se mettent en route.
Plus tard, les deux compagnons arrivent au château retenant la princesse et se séparent. Mais l'Âne trouve le dragon qui le pourchasse. Shrek attrape la queue du dragon pour tenter de sauver l'Âne, mais ce dernier le balance directement dans la plus haute tour du château, où se trouve la chambre de la princesse Fiona. Pendant ce temps-là, l'Âne, apeuré, découvre la féminité de la bête qui tombe amoureuse de lui et se rendent tous les deux dans la grande salle.
Pendant ce temps, Shrek réveille Fiona qui s'attendait au fameux baiser et la sort du donjon pour retrouver l'Âne auprès de la dragonne. Shrek enchaîne la bête et prend la fuite avec la princesse et l'Âne hors du château. La dragonne, prisonnière, est malheureuse de se retrouver à nouveau seule. Fiona fait part de sa surprise lorsqu'elle découvre que c'est un ogre avec peu de manière qui l'a libérée dans le cadre d'un marché avec son "futur époux" et refuse de bouger pour le retrouver.
Refusant de jouer les messagers après tout ce qu'il a traversé, l'ogre la porte sur le dos (la mettant en colère) et ils repartent. Mais, pour l'ogre, le retour s'annonce difficile car la princesse est, comme il se doit, incurablement bien élevée, raffinée et romantique... Cependant, chemin faisant, elle commence à trouver, malgré ses rots et les pets, quelques attraits à l'ogre mal léché...
Le soir, Fiona ordonne à Shrek et l'Âne de s'arrêter pour la nuit et de lui trouver un abri. Pendant la nuit, Shrek fait part à l'Âne du fait qu'il est fatigué que les gens le prennent pour un monstre, conversation entendue par Fiona depuis son abri. Le lendemain, Fiona fait des œufs au plat au petit déjeuner pour remercier le duo de l'avoir sortie de sa prison.
Plus tard, au cours de la journée de marche, Fiona montre contre toute attente ses talents pour le kung-fu en combattant la bande de Robin des Bois, qui l'a capturé pour l’épouser. Mais Shrek a reçu une flèche perdue dans le derrière qu'elle doit enlever rapidement, à son plus grand dam. La suite de la journée montre la forte complicité entre Shrek et Fiona. Mais en arrivant au moulin en vue du château de Lord Farquaad, la princesse demande de s'arrêter pour la nuit.
Les deux protagonistes partagent un dîner complice, mais sont interrompus par l'Âne qui annonce que le soleil se couche. La princesse, affolée, se réfugie dans le moulin en leur souhaitant bonne nuit. Shrek s'isole, tandis que l'Âne se rend à son tour dans le moulin et découvre le terrible secret de Fiona : depuis son enfance, elle est victime d'un sortilège qui, la nuit tombée, la transforme en ogresse, et auquel seul un baiser d'amour peut le rompre.
Shrek s'approche du moulin avec des fleurs et entend alors Fiona parler de « bête hideuse et repoussante » en se confiant à l'Âne. Croyant à tort qu'elle faisait allusion à lui, l'ogre s'éloigne, le cœur brisé. L'Âne conseille à Fiona de tout raconter à Shrek, certain qu'il comprendra sa situation. Mais quand cette dernière décide de le faire, le matin est arrivé et elle reprend sa forme normale. Mais à ce moment-là, Shrek, très fâché, la livre à Lord Farquaad. La princesse, bien qu'elle soit embarrassée par la petite taille du seigneur, accepte de l'épouser en ajoutant une condition : ils doivent se marier le jour-même, avant la nuit tombante.
L'ogre, ayant rempli son contrat, rentre seul dans son marais, calme, mais très malheureux et dépressif après avoir envoyé paître l'Âne de colère. C'est alors que celui-ci le rejoint, construisant une muraille (plus tôt dans le film, Shrek lui avait dit bâtir une muraille autour de ses terres) traversant son marais au lieu d’en faire le tour, et, après avoir dissipé le malentendu, lui fait comprendre que Fiona l'aime et qu'il faut la sauver du mariage malheureux qui se profile.
Heureusement, l'Âne fait appel à la dragonne avec qui il a sympathisé dans la solitude, pour se rendre au château de Farquaad. Lors de l'échange des vœux, Shrek entre dans l'église du château pour faire part de son opposition au mariage. Il tente de prévenir une Fiona furieuse sur la vérité du mariage et l'unique désir de Farquaad de devenir roi.
Voulant comprendre les motivations personnelles de Shrek d'empêcher le mariage, Farquaad comprend avec l'hilarité générale de son peuple que l'ogre est tombé amoureux de la princesse. Comprenant la vérité, Fiona doute au moment d'embrasser Farquaad, et prend finalement sa décision. Elle finit par avouer son secret à Shrek et la totalité des sujets présents, en se transformant en ogresse une fois le soleil couché.
Shrek comprend alors de quoi elle voulait parler en parlant de « bête hideuse », mais le Lord, horrifié, monte en colère et fait arrêter Shrek et Fiona. Shrek, se défendant, appelle ensuite l'Âne et la dragonne, qui dévore Farquaad. Le Lord vaincu lors du "festin du Roi" de la Dragonne, auquel les gens ont assisté faute de mariage, comme dit l'Âne, Shrek et Fiona s'avouent leur amour et s'embrassent, ce qui a pour effet que le sort de Fiona se scelle, cette dernière devenant définitivement une ogresse.
Les deux amants retournent finalement au marais et s'y marient avec les créatures magiques pour convives.

## Fiche technique
- Titre français, québécois et original : Shrek
- Réalisation : Andrew Adamson et Vicky Jenson
- Scénario : Ted Elliott, Terry Rossio, Joe Stillman, Roger S. H. Schulman, d'après Shrek ! de William Steig
- Musique : Harry Gregson-Williams et John Powell
  - Musiques additionnelles : Martin Tillman et Gavin Greenaway
- Décors : James Hegedus
- Costumes : Isis Mussenden
- Montage : Sim Evan-Jones
- Production : Jeffrey Katzenberg
- Société de production : DreamWorks Animation
- Société de distribution : DreamWorks SKG, United International Pictures
- Pays de production :  États-Unis
- Langue originale : anglais
- Format : couleur — 35 mm — 1,66:1 — son Dolby numérique
- Budget : 60 millions de dollars
- Genre : animation, cinéma, aventures, fantastique
- Durée : 1 h 30 minutes
- Dates de sortie :
  - États-Unis : 22 avril 2001 (Fox Theatre, Westwood) ; 18 mai 2001 (sortie nationale)
  - Québec : 18 mai 2001
  - France, Belgique, Suisse : 4 juillet 2001

## Distribution

### Voix originales
- Mike Myers : Shrek
  - la souris aveugle # 3
  - le narrateur
- Eddie Murphy : L'Âne
- Cameron Diaz : la princesse Fiona

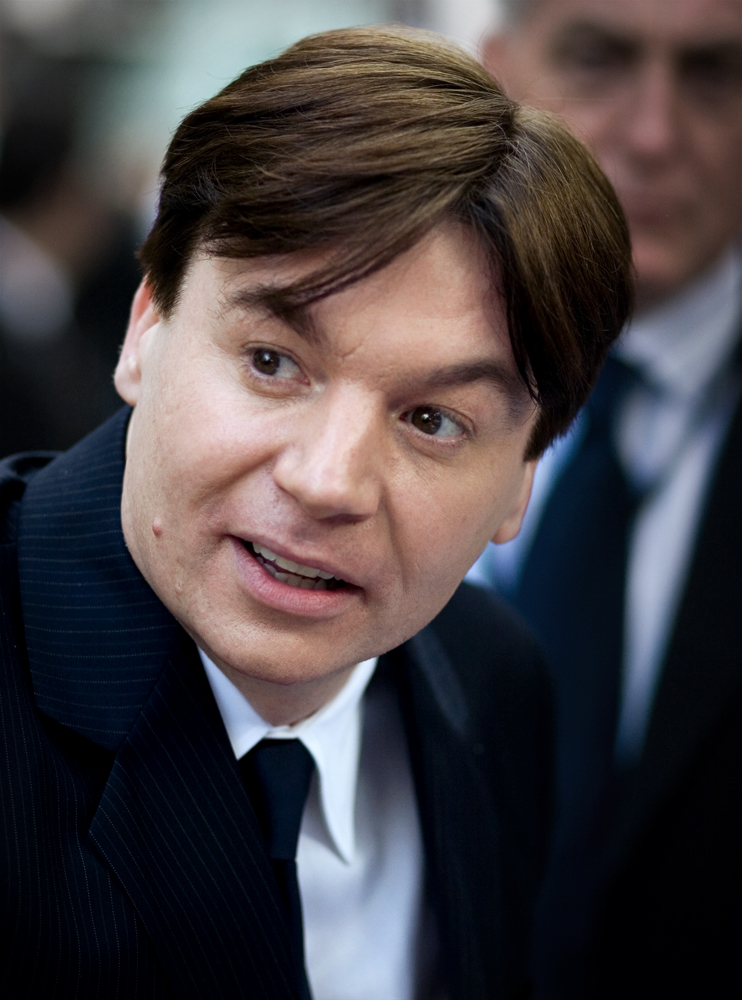
Mike Myers, voix originale de Shrek.

- John Lithgow : Lord Farquaad de Duloc
- Vincent Cassel : Robin des Bois
- Chris Miller : Geppetto / le miroir magique
- Cody Cameron : Pinocchio / les trois petits cochons
- Christopher Knights : la souris aveugle # 1 / Thelonious
- Simon J. Smith : la souris aveugle # 2
- Conrad Vernon : P'tit Biscuit
- Peter Dennis : un chasseur d'ogre
- Clive Pearse : un chasseur d'ogre
- Jim Cummings : le capitaine des gardes
- Bobby Block : le bébé ours
- Jennifer Seguin : Mowgli
- Kathleen Freeman : la vieille femme, propriétaire de l'Âne
- Michael Galasso : Peter Pan
- Jeff Bennett : Ginger
- Jacquie Barnbrook : le fan de catch
- Guillaume Aretos, John Bisom, Matthew Gonder, Calvin Remsberg, Jean-Paul Vignon : les joyeux compagnons
- Val Bettin : l’évêque
- Frank Welker : Dragonne
- Andrew Adamson : la mascotte de Duloc / un chasseur d'ogre (non crédité)
- Sally Dworsky : la princesse Fiona (voix chantée) (non créditée)
- Aron Warner : le Grand Méchant Loup (non crédité)

### Voix françaises
- Alain Chabat : Shrek
- Emmanuel Curtil : Shrek (Bande-annonce et version longue du film)
- Med Hondo : L'Âne
- Barbara Tissier : la princesse Fiona
- Philippe Catoire : Lord Farquaad / le loup
- Vincent Cassel : Robin des Bois
- Emmanuel Garijo : Ti Biscuit / un villageois armé d'une torche
- Edgar Givry : le miroir magique
- Éric Métayer : les souris aveugles / un compagnon de Robin des Bois
- Gérard Hernandez : Gepetto / le prêtre
- Pierre Dourlens : le garde huissier
- Denise Metmer : la vieille dame
- Alexandre Gillet : Pinocchio
- Jean-Loup Horwitz : les trois petits cochons
- Christophe Lemoine : un chasseur d'ogre
- Bérangère Jean / Stéphanie Lafforgue / Jean Soumagas / Valéry Schatz : voix additionnelles

## Personnages
- Shrek est un ogre très sale, il ne prend que des bains de boue, il se lave les dents avec un liquide vert, qu'il fait gicler d'une limace. Retranché dans son marais, il est grognon et solitaire. Il est pourchassé par de nombreux villageois, non parce qu'il a fait quelque chose de répréhensible, mais parce que sa tête est mise à prix. On découvre peu à peu que Shrek souffre du dégoût qu'il suscite mais comme il ne peut y remédier, il en prend son parti en s'amusant à utiliser sa laideur pour terrifier ses adversaires. Contrairement à ce qu'il prétend il n'aime pas la solitude, il s'y résigne parce qu'il est convaincu qu'il ne peut susciter l'amitié de personne... Et encore moins l'amour ! Bien qu’il ait un mauvais caractère, cet ogre ne semble pas à ce point-là mauvais, il aurait pu ne pas supporter l'Âne et ni prendre sa défense ! Cela signifie que Shrek a clairement un meilleur sens de la moralité et que c’est donc un ogre... sympathique.
- La Princesse Fiona ne cache pas son désappointement d'être sauvée par un « prince » aussi peu charmant et peu digne de son rang que Shrek. N'a-t-elle pas toutes les qualités d'une jeune fille bien née : belle, sensible, romantique, bien élevée et maniant le subjonctif avec dextérité. Et un brin de condescendance. Mais on découvre peu à peu que, pendant son interminable attente en haut de sa tour, elle n'a pas fait que compulser des manuels de savoir-vivre, elle a aussi appris le kung-fu et l'art de roter haut et fort... Alors, dans l'adversité des liens se tissent avec cet ogre qui cache difficilement son cœur tendre... D'autant qu'elle-même cache difficilement quelques embarrassants défauts.
- L'Âne est bavard, mal-aimé et collant. Mais il a des qualités, c'est un ami fidèle et serviable. Il se propose d'accompagner Shrek dans son périple bien qu'il soit très peureux... Et qu'on ne lui ait rien demandé. Son optimisme obstiné en fait un compagnon idéal pour l'ogre, qui perd peu à peu de sa réserve en sa compagnie.
- Le Dragon comble toutes les attentes du spectateur, il est gigantesque, atrabilaire et il carbure au kérosène. Mais en un coup d'œil, l'Âne, fin psychologue, comprend que s'il est un peu irritable, ce reptile volant, c'est qu'il est effroyablement seul. L'âne découvre aussi que ce dragon est une dragonne et qu'on aurait tort de négliger ses charmes. C'est le coup de foudre... Et sans la décisive et héroïque intervention des deux tourtereaux, Fiona serait mariée à Lord Farquaad à l'heure qu'il est.
- Lord Farquaad voudrait être un grand homme mais il est petit. Peut-être est-ce le complexe généré par sa taille qui le rend tyrannique avec son peuple et on ne peut plus hautain avec les étrangers. Avec l'aide de son miroir magique il cherche une épouse sans laquelle il ne peut devenir roi. Il choisit la princesse Fiona.

## Production
La silhouette du personnage de Shrek semble être inspirée d'un personnage réel (même si la société de production ne l'a jamais confirmé) : il s'agit de Maurice Tillet (1903-1954), un lutteur professionnel français émigré aux États-Unis atteint, à l'âge de 20 ans, d'acromégalie. Une des scènes (Shrek contre tous les chevaliers) est inspirée d'un combat de catch[réf. nécessaire]. L'Âne, lui, a été modelé à partir de Périclès, un véritable âne miniature repéré au Barron Park à Palo Alto.
Le nom « Shrek » est une translittération en caractères latins du yiddish « שרעק », issu du mot allemand « Schreck » et qui signifie « peur, effroi, sursaut ». En outre, l'adjectif allemand « schrecklich » signifie "affreux", ce qui renvoie au physique du personnage éponyme. Shrek pourrait également être un clin d’œil à Max Schreck, acteur allemand qui interpréta Nosferatu le vampire en 1922. Il a également presque le même nom que le personnage de Christopher Walken de Batman : Le Défi sorti 9 ans plus tôt.
Robin Williams, qui a travaillé pour Jeffrey Katzenberg (cofondateur de Dreamworks) dans le film Aladdin, révèle dans un entretien qu'il a refusé de participer au film parce qu'il ne voulait pas travailler à nouveau pour Katzenberg. Il ne dit pas quelle voix il a refusé d'interpréter.
Chris Farley décède alors qu'il a enregistré près de 90 % des répliques du personnage Shrek. DreamWorks propose alors à Mike Myers de reprendre le rôle, celui-ci exige que le script soit réécrit pour ne laisser aucune trace de la version de Farley. Une fois fini, Myers demande à enregistrer une autre version, avec cette fois un accent écossais similaire à celui de sa mère quand elle lui racontait des histoires. (Myers a également pris l'accent écossais pour les personnages de Stuart MacKenzie dans le film Quand Harriet découpe Charlie ! ainsi que Gras-Double dans les films Austin Powers 2 : L'Espion qui m'a tirée et Austin Powers dans Goldmember).
Le comédien Emmanuel Curtil était à l'origine choisi pour interpréter le personnage de Shrek en français. Alors que les enregistrements étaient terminés, les studios DreamWorks commandent un nouveau doublage avec Alain Chabat en remplacement de Curtil.

## Bande originale
- Shrek : Chansons du film

1. Stay Home - Self (en)
2. All Star - Smash Mouth
3. Like Wow! - Leslie Carter
4. It Is You (I Have Loved) - Dana Glover
5. Best Years of Our Lives - Baha Men
6. Bad Reputation - Joan Jett
7. My Beloved Monster - Eels
8. You Belong to Me - Jason Wade
9. All Star - Smash Mouth
10. Hallelujah - reprise de la chanson de Leonard Cohen par John Cale dans le film et par Rufus Wainwright dans la bande originale commercialisée
11. I'm on My Way - The Proclaimers
12. I'm a Believer (reprise) - Eddie Murphy
13. True Love's First Kiss - John Powell

- Bande-originale du film

1. Fairytale
2. Ogre Hunters/Fairytale Deathcamp
3. Donkey Meets Shrek
4. Eating Alone
5. Uninvited Guests
6. March of Farquuad
7. The Perfect King
8. Welcome to Duloc
9. Tournament Speech
10. What Kind of Quest
11. Dragon!/Fiona Awakens
12. One of A Kind Knight
13. Saving Donkey's Ass
14. Escape from the Dragon
15. Helmet Hair
16. Delivery Boy Shrek/Making Camp
17. Friends Journey to Duloc
18. Starry Night
19. Singing Princess
20. Better Out Than In/Sunflower/I'll Tell Him
21. Merry Men
22. Fiona Kicks Ass
23. Fiona's Secret
24. Why Wait To Be Wed/You Thought Wrong
25. Ride the Dragon
26. I Object
27. Transformation/The End

## Sorties Vidéos
- 2 novembre 2001 : DVD États-Unis
- 30 janvier 2002 : DVD France

## Accueil

### Critiques
Outre-Atlantique Shrek reçoit des notes et critiques généralement positives. Le site Rotten Tomatoes rapporte un taux de critiques positives à 88 % basé sur 205 critiques, et une note moyenne de 7,8⁄10.
En France aussi la critique est élogieuse. Le site Allociné indique une note moyenne de 4.3⁄5 pour 23 critiques recueillies.

### Public
En France le film est un succès populaire, il enregistre plus de 4 millions d'entrées. C'est le 9e film le plus vu en 2001. Sur le plan mondial le film rapporte près d'un milliard de dollars. Il avait couté 60 millions. Taux de rentabilité 1 664 %.

### Box-office
Le film remporte 11 573 015 $ lors de sa première diffusion et 42 347 760 $ lors de sa première semaine de diffusion, atteignant ainsi le box office avec en moyenne 11 805 $ dans 3 587 salles de cinéma. Durant la deuxième semaine, le film remporte 0,3 % de 42 481 425 et 55 215 620 $ durant les quatre premiers jours. Malgré ces résultats, le film est classé second derrière Pearl Harbor avec une moyenne de 15 240 $ dans 3 623 salles. Le film arrête sa diffusion le 6 décembre 2001 aux États-Unis après avoir remporté 267 665 011 $ et 216 744 207 hors frontières américaines, remportant donc un franc succès avec un total de 484 409 218 $. Produit avec un budget de 60 millions de dollars, le film est classé quatrième film de 2001 à plus gros revenu derrière Harry Potter à l'école des sorciers, Le Seigneur des anneaux : La Communauté de l'anneau et Monstres et Cie.
| Pays                     | Box-office                       |
| ------------------------ | -------------------------------- |
| Box-office Monde         | 484 409 218 $                    |
| Box-office International | 216 744 207 $                    |
| Box-office États-Unis    | 267 665 011 $                    |
| Box-office France        | 4 181 039 entrées (19 178 608 $) |

## Adaptations
Le jeu de cartes à collectionner DreamWorks comporte plusieurs personnages du film.
Le film a connu plusieurs adaptations en jeu vidéo :
- Shrek (2001)
- Shrek: Game Land Activity Center (2001)
- Shrek: Fairy Tale Freakdown (2001)
- Shrek: Swamp Kart Speedway (2002)
- Shrek: Hassle at the Castle (2002)
- Shrek: Treasure Hunt (2002)
- Shrek: Super Party (2002)
- Shrek: Reekin' Havoc (2003)

Avec la sortie au cinéma des suites du film, de nouveaux jeux ont été développés, basés spécifiquement sur ces films ou plus généralement sur la licence.